# Porthos (Schiff)

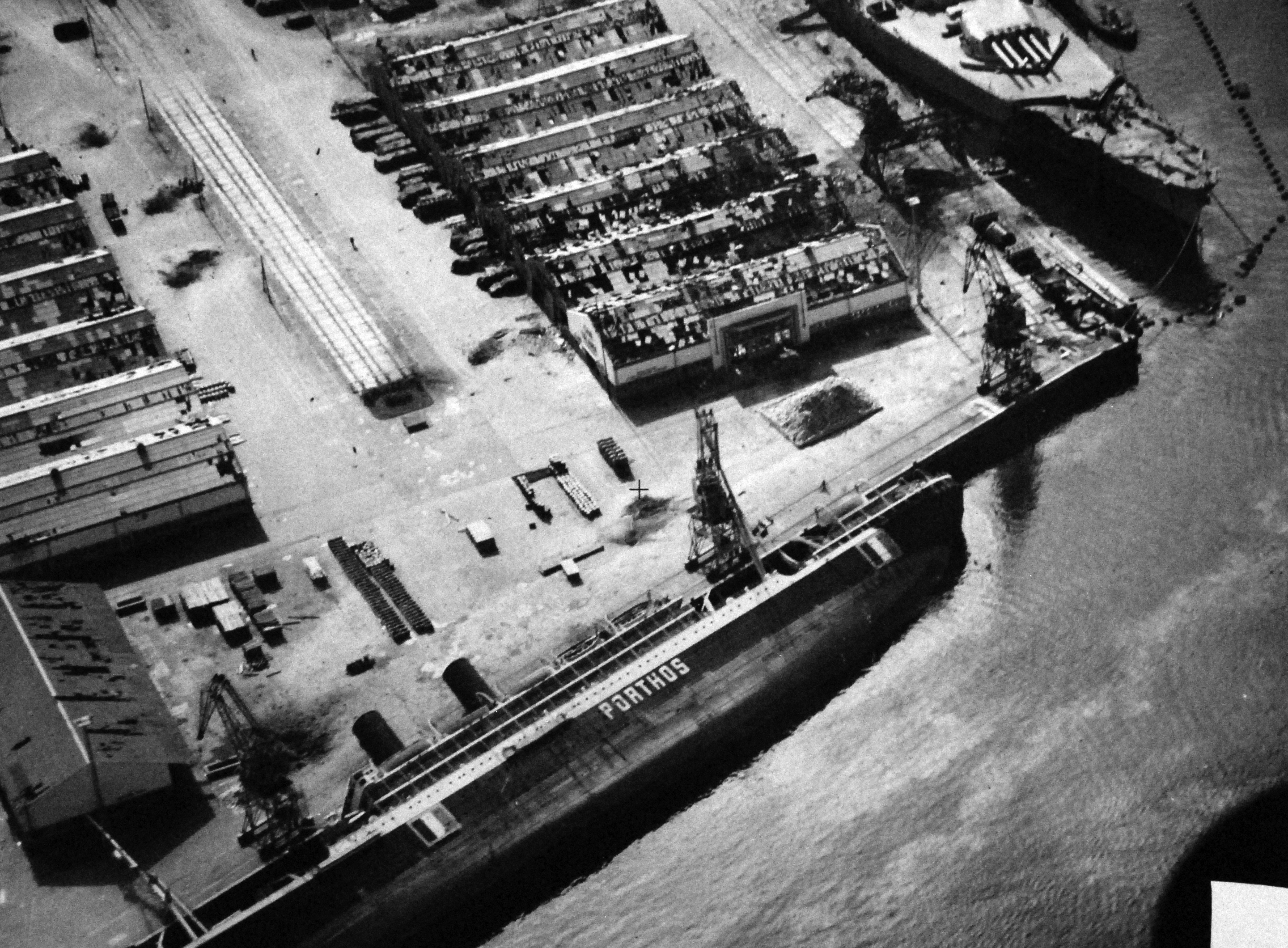
Die Porthos auf der Seite liegend in Casablanca (November 1942)

Die Porthos war ein 1915 in Dienst gestelltes Passagierschiff der französischen Reederei Messageries Maritimes, das für den Transport von Passagieren, Fracht und Post von Marseille in den Fernen Osten gebaut wurde. Das Schiff diente im Zweiten Weltkrieg als  Truppentransporter, bis es am 8. November 1942 bei Casablanca (Marokko) versenkt wurde.

## Das Schiff
Der 12.633 BRT große Dampfer Porthos wurde auf der Werft Forges et Chantiers de la Gironde in Bordeaux gebaut und lief am 24. Januar 1914 vom Stapel. Sie war das baugleiche Schwesterschiff der Athos (12.644 BRT), die bei Ateliers et Chantiers de France gebaut wurde und im Juli 1914 vom Stapel lief. Nach der 14.368 BRT großen André Lebon, die 1915 in Dienst gestellt wurde, waren die Athos und die Porthos die größten Schiffe ihrer Reederei. Sie wurden für die Route Marseille–Port Said–Sues–Colombo–Saigon–Đà Nẵng–Haiphong gebaut.
Die Porthos war 161,7 Meter lang und 18,8 Meter breit und war mit neun Dampfkesseln ausgestattet. Die beiden Dreifachexpansions-Dampfmaschinen, die zwei Propeller antrieben, leisteten 9.000 PS und ermöglichten eine Geschwindigkeit von 17 Knoten. Das Schiff hatte eine Tragfähigkeit von 9.340 Tonnen und eine Verdrängung von 18.570 Tonnen. In den Passagierunterkünften war Platz für 112 Passagiere in der Ersten, 96 in der Zweiten, 90 in der Dritten Klasse und zwischen 390 und 1.000 im Zwischendeck.
Am 28. November 1915 lief die Porthos zu ihrer Jungfernfahrt von Marseille in den Fernen Osten aus. Ab November 1915 unterstand sie dem Dienst der französischen Regierung für den Einsatz im Ersten Weltkrieg. 1919 wurde sie wieder der Messageries Maritimes übergeben und fortan im Service von Marseille nach Japan eingesetzt. Später dampfte sie wieder von Saigon nach Haiphong.
Im September 1939 wurde die Porthos für den Truppentransport nach Madagaskar bestimmt. In der Nacht vom 23. auf den 24. Mai 1941 nahm sie 18 Überlebende des Frachters Rodney Star der britischen Blue Star Line auf, der kurz zuvor vor Freetown mit dem Verlust von 58 Menschenleben versenkt worden war. Am 7. November 1942 lief die Porthos in einem französischen Geleitzug in Casablanca ein. Am darauf folgenden Tag, dem 8. November 1942, wurde das Schiff während der alliierten Invasion Französisch-Nordafrikas von dem amerikanischen Schlachtschiff Massachusetts bei Casablanca beschossen und versenkt. Dabei gab es zwei Tote und 24 Vermisste. 1945 wurde das Wrack geborgen und verschrottet.
Die Porthos spielte in dem Roman « L’amant » (deutsch: „Der Liebhaber“) der französischen Schriftstellerin Marguerite Duras von 1984 eine Rolle.